# Publio Silio Nerva
Publio Silio Nerva (in latino: Publius Silius Nerva; 53 a.C. circa – post 16 a.C.) è stato un politico e militare romano.
Intimo amico di Augusto, sembra prendesse parte a giochi di dadi con lo stesso imperatore, come ci racconta Svetonio:
(Svetonio, Augustus, 71.)

## Biografia

### Famiglia e consolato (20 a.C.)
Probabilmente figlio del corrispondente di Cicerone Publio Silio, pretore circa nel 56 a.C. ed elogiato propretore di Bitinia nel 51-50 a.C., Silio, dopo una ottima ma sconosciuta carriera militare pretoria, divenne, grazie alla sua intima amicizia con Augusto, console nel 20 a.C. insieme a Marco Appuleio.

### In Spagna (19-17 a.C.) e Illirico (17-16 a.C.)
Dopo il consolato, nel 19 a.C. Silio fu inviato come legatus Augusti nella recentemente costituita e pacificata provincia di Hispania Tarraconensis, dove rimase fino al 17 a.C. e governò in pace in un territorio ormai libero persino dal brigantaggio. Nel 17-16 a.C. fu nominato, probabilmente dal suo caro amico Augusto extra sortem, proconsole di Illirico, dove sconfisse e sottomise le tribù alpine ribelli dei Camunni e dei Vennones, e contrastò efficacemente insieme ai suoi luogotenenti un'incursione in Istria dei Pannoni e dei Norici, i quali vennero poi sottomessi.

### Discendenza
Sposato con Coponia, figlia del pretore del 49 a.C. Gaio Coponio, proveniente da Tibur e noto per un piccato rimprovero in senato ai danni di Lucio Munazio Planco nel 32 a.C., Silio ebbe tre figli, che ascesero tutti al consolato sotto Augusto, segno della grande amicizia che lo legava al primo princeps e anche presumibilmente al suo erede Tiberio: Publio Silio, legatus Augusti in Mesia e console suffectus nel 3 d.C., probabilmente morto poco dopo; Aulo Licinio Nerva Siliano, adottato (presumibilmente dal triumviro monetale del 47 a.C. Aulo Licinio Nerva) nella gens Licinia, forse vicina ai Silii, amico di Augusto e console ordinario nel 7 d.C., morendo subito dopo prematuramente; e Gaio Silio, console ordinario nel 13 d.C., legato e amico di Germanico, per la cui amicizia morì, suicidandosi nel processo a suo carico nel 24 d.C.